# Gruppo Sportivo 1º Corpo Vigili del Fuoco 1942-1943
Questa voce raccoglie le informazioni riguardanti il Gruppo Sportivo 1º Corpo Vigili del Fuoco nelle competizioni ufficiali della stagione 1942-1943.

## Rosa
| N. |                   | Ruolo | Calciatore          |
| -- | ----------------- | ----- | ------------------- |
|    | Italia (bandiera) | P     | Cesare Francalancia |
|    | Italia (bandiera) | P     | A. Marinucci        |
|    | Italia (bandiera) | P     | Otello Ricci        |
|    | Italia (bandiera) | D     | Alberto Biagini     |
|    | Italia (bandiera) | D     | Giuseppe Filacchini |
|    | Italia (bandiera) | D     | Vittorio Gabelli    |
|    | Italia (bandiera) | D     | Lido Loveri         |
|    | Italia (bandiera) | C     | M. Annesi           |
|    | Italia (bandiera) | C     | Paolo Compagnoli    |
|    | Italia (bandiera) | C     | Renato Fiorelli     |
|    | Italia (bandiera) | C     | Fernando Natalucci  |
|    | Italia (bandiera) | C     | Oreste Roccasecca   |

| N. |                   | Ruolo | Calciatore       |
| -- | ----------------- | ----- | ---------------- |
|    | Italia (bandiera) | C     | Rodolfo Zaccaria |
|    | Italia (bandiera) | A     | Alvaro Antenucci |
|    | Italia (bandiera) | A     | Ugo Bocci        |
|    | Italia (bandiera) | A     | Luigi Castelli   |
|    | Italia (bandiera) | A     | Mario Cinque     |
|    | Italia (bandiera) | A     | Marcello Grassi  |
|    | Italia (bandiera) | A     | R. Lombardozzi   |
|    | Italia (bandiera) | A     | Giuseppe Masi    |
|    | Italia (bandiera) | A     | R. Sembroni      |
|    | Italia (bandiera) | A     | Glauco Signorini |
|    | Italia (bandiera) | A     | Andrea Tilenni   |

## Risultati

### Coppa Aldo Fiorini
| 9 maggio 1943 Primo turno - andata | BPD Colleferro | 0 – 2 referto | VV.FF. Roma |  |

| 16 maggio 1943 Primo turno - ritorno | VV.FF. Roma | 0 – 0 referto | BPD Colleferro |  |

| 23 maggio 1943 Secondo turno - andata | Baratta Battipaglia | ? – ? | VV.FF. Roma |  |

| 30 maggio 1943 Secondo turno - ritorno | VV.FF. Roma | 2 – 0 referto | Baratta Battipaglia |  |

| 3 giugno 1943 Ottavi di finale - andata | Barletta | 2 – 1 | VV.FF. Roma |  |

| 6 giugno 1943 Ottavi di finale - ritorno | VV.FF. Roma | 1 – 0 I VV.FF. Roma passano il turno per sorteggio. referto | Barletta |  |

| 16 giugno 1943 Quarti di finale - andata | Ascoli | 7 – 0 | VV.FF. Roma |  |

| 20 giugno 1943 Quarti di finale - ritorno | VV.FF. Roma | 0 – 4 referto | Ascoli |  |